# Carballedo
Carballedo település Spanyolországban, Lugo tartományban. Carballedo Chantada, Pantón, A Peroxa, Vilamarín, San Cristovo de Cea és Rodeiro községekkel határos. Lakosainak száma 2044 fő (2024).

## Népesség
A település népessége az elmúlt években az alábbi módon változott:
| Lakosok száma | 3173 | 3055 | 2886 | 2752 | 2532 | 2401 | 2266 | 2193 | 2065 | 2044 |
|               | 2001 | 2004 | 2007 | 2009 | 2012 | 2014 | 2017 | 2019 | 2022 | 2024 |